# 中国共产党第六届中央委员会
中国共产党第六届中央委员会，由中国共产党第六次全国代表大会选举产生，任期为1928年至1945年。

## 历次全体会议

### 一中全會
中国共产党第六届中央委员会第一次全体会议于1928年7月19日在莫斯科克里姆林宫召开，出席会议的有中央委员12人，候补中央委员11人。当时共产国际认为中国的资产阶级和小资产阶级都背叛了革命，强调中共的工人阶级成分，增加了工人代表。参加会议的还有共产国际代表布哈林、米夫等。
会议选举苏兆征、项英、周恩来、向忠发、瞿秋白、蔡和森和张国焘为中央政治局委员，关向应、李立三、罗登贤、彭湃、杨殷、卢福坦和徐锡根为政治局候补委员，选举苏兆征、向忠发、项英、周恩来、蔡和森为中央政治局常委会委员，李立三、徐锡根和杨殷为政治局候补常委。会议选举向忠发为中共中央政治局主席兼中央常委主席，周恩来任秘书长兼组织部长，苏兆征任工委书记，李立三任农委书记，张金保任妇委书记。会议选举瞿秋白、张国焘为中共驻共产国际的代表。
1928年11月，彭湃到达上海后被增补为中央政治局委员，并接任中央农委书记。

### 二中全會
中国共产党第六届中央委员会第二次全体会议，于1929年6月25日─30日在上海召开。超过半数的中央委员和候补中央委员出席了会议，另有6人列席了会议。
全会听取了关于政治、组织、农民、土地问题等方面的报告。会议通过了《关于中央政治局工作报告的决议》、《政治决议案》、《组织问题决议案》、《宣传工作决议案》、《职工运动决议案》、《告红军将领士兵同志书》、《关于德国及其他各国党内右倾派别的决议》、《告柏林无产阶级书》、《致在狱同志及死难同志与在狱家属书》及《中国共产党中央执行委员会第二次全体会议宣言》等文件。
全会总结和检查了第六次全国代表大会以来的工作，肯定了六大路线的正确，根据党的总路线和当时的政治局势，确定了以后斗争的路线和策略，提出了加强反帝反军阀斗争，继续深入土地革命，开展游击战争，扩大苏维埃区域，建立和扩大红军等15项政治任务。
全会批准了中央政治局开除王藻文中央委员和开除王仲一候补中央委员的决定。补选恽代英等为中央委员。

### 三中全會（擴大）
中国共产党第六届中央委员会扩大的第三次全体会议于1930年9月24日─28日在上海召开。出席会议的有中央委员10人，候补中央委员4人，中央审查委员和候补审查委员各1人，北方局、南方局、长江局、满州省委、江南省委、共青团及全总党团等的代表20人参加了会议。
会议由瞿秋白主持。全会批评了以李立三为代表的“左”倾错误，基本上结束了李立三“左”倾冒险主义错误对全党的统治。会议通过了《关于政治状况和党的总任务决议案》、《对于中央政治报告的决议》、《组织问题决议案》、《职工运动决议案》等，发出了《中国共产党中央委员会为苏维埃第一次全国代表大会告民众书》、《致苏联共产党中央贺电》、《致德国共产党贺电》、《告青年团书》、《告同志书》等。会议还宣读了《共产国际远东局的代表给第三次全会的信》。
会议决定成立苏区中央局，补选了中央委员7人，候补中央委员8人，中央审查委员2人，改选了中央政治局。改选后的中央政治局有正式委员7人，候补委员7人。

### 四中全會（擴大）
中国共产党第六届中央委员会扩大的第四次全体会议于1931年1月7日在上海召开。出席会议的除中央委员、候补中央委员22人外，还有全总、海总、铁总党团和团中央等单位15人。
这次全会是由共产国际代表米夫一手策划的，意在扶植王明（陈绍禹）等人上台。会议从头至尾都充满着激烈的斗争。王明在会上概述了会前他根据国际文件写成的题为《两条路线》（即后来更名为《为中共更加布尔塞维克化而斗争》）的小册子的观点，指责李立三的错误是在“左”的词句掩盖下的“右倾机会主义”，指责三中全会对立三路线未加以丝毫的揭破和打击，在主要问题上继续着立三路线。文章提出了一系列比李立三的冒险主义还要“左”的错误观点。在米夫的支持下，王明等通过这次全会取得了在中共中央的领导地位，开始了土地革命战争时期“左”倾错误对党的第三次领导，发展了宗派主义的过火斗争和打击政策。
全会通过了《中共四中全会决议案》、《中国共产党中央四中扩大会告中国工农红军书》、 《中国共产党中央四中扩大会告在狱革命战士书》等文件。
全会撤销了李维汉、贺昌2人的中央委员职务；补选韩连会、王尽仁等9人为中央委员；撤销了瞿秋白、李维汉、李立三3人的政治局委员职务；改选了中央政治局，选举出周恩来等9人为政治局委员，毛泽东等7人为政治局候补委员，向忠发、周恩来、张国焘３人为政治局常委，向忠发任总书记。

### 五中全會
中国共产党第六届中央委员会第五次全体会议于1934年1月15日─18日在江西瑞金召开。出席会议的有中央委员、候补中央委员和一些省的代表。
博古主持会议，并作了《目前的形势与党的任务》的报告，陈云作了《国民党区域中的工人经济斗争与工会工作》的报告，张闻天作了《中国苏维埃运动与它的任务》的报告。全会全面肯定了四中全会以来的“左”倾错误路线，并通过了一系列“左”倾错误理论和政策，使以王明为代表的“左”倾冒险主义错误发展到了顶点，最终导致了中央革命根据地第五次反围剿的失败。
全会通过了《中共五中全会政治决议案》、《五中全会关于白色区域中经济斗争与工会工作的决议》、《五中全会给二次全苏大会党团的指令》，及《致联共十七次代表大会电》、《致德国共产党电》、《致在狱同志电》、《致工农红军电》等文件。
全会增选了王稼祥、凯丰（何克全）为中央委员，增选彭德怀、杨尚昆、李富春、李维汉、孔原为候补中央委员；改选了中央政治局，毛泽东等11人为政治局委员，刘少奇等5人为政治局候补委员。全会决定设立中央书记处（又称中央政治局常委会），博古、张闻天、周恩来、项英为书记处书记，博古任总书记。选举了中央党务委员会，李维汉任书记。

### 六中全會（擴大）
1937年11月底，中共驻共产国际代表、共产国际执委、主席团委员和候补书记王明被派回国。由于他不了解中国抗战的实际形势，被抗战爆发后蒋介石采取的某些进步措施以及当时在实力上蒋介石较强，红军数量较少等现象所迷惑，再加上他一贯具有严重的教条主义，存在着把共产国际指示神圣化的倾向，使得他在理论上和实践上给中国共产党的事业造成了严重的损失。中国共产党当时的实际最高领导人毛泽东为了把王明右倾投降主义的影响加以克服同时为了总结抗战以来的经验教训、确定中国共产党在抗战新阶段的基本方针和任务、把全中国共产党的认识统一起来，决定召开第六届中央委员会第六次会议。
中国共产党第六届中央委员会扩大的第六次全体会议于1938年9月29日—11月6日在延安桥儿沟召开。出席会议的有中央政治局委员12人、中央委员5人，还有中国共产党中央各部门和全国各地区的负责人38人。
会上，王稼祥传达了共产国际的指示和季米特洛夫的意见。毛泽东代表中国共产党中央政治局作了《论新阶段》的政治报告，代表中央作了总结报告（《战争和战略问题》和《统一战线中的独立自主问题》是总结报告中的两部分）；张闻天作了《关于抗日民族统一战线与党的组织问题》的报告；周恩来作了中央代表团工作报告；朱德作了八路军工作报告；项英作了新四军工作报告；陈云作了青年工作报告；刘少奇作了关于党规党法的报告。全会批准了以毛泽东为首的中央政治局的路线，基本上克服了抗战初期王明的右倾投降主义错误，统一了全党的思想，为中国共产党独立进行抗日战争奠定了思想基础。
中国共产党第六届中央委员会第六次全体会议通过了《中共扩大的六中全会政治决议案》，《关于各级党委暂行组织机构的决定》，《关于中央委员会工作规则与纪律的决定》，《关于各级党部工作规则与纪律的决定》，关于召集第七次全国代表大会的决议，致各国共产党、致八路军和新四军全体指战员、致东北义勇军及东北同胞电，《中共扩大的六中全会告全国同胞、国共两党同志书》等文件。
中国共产党第六届中央委员会第六次全体会议再次强调中国共产党必须独立自主地进行抗日战争。批判了中国共产党党内在统一战线问题上存在的关门主义和投降主义两种错误偏向。大会尤其批判了“一切经过统一战线”、“一切服从统一战线”的右倾投降主义主张，强调正确的统战方针应该是既统一又独立。毛泽东指出，虽然在抗战时期民族矛盾是主要矛盾，但是阶级矛盾并没有消失或减少。同时，必须看出，没有民主、民生问题（属于阶级斗争的范围）的适当解决，也就不能实行广泛的人民的动员以战胜日本帝国主义。大会重申，中国共产党应该把主要工作放在战区和敌后，独立自主地放手组织人民抗日武装斗争的方针。抗战时期中国共产党以主要力量在敌后开展独立自主的游击战争，建设抗日民主根据地。这次全会号召全中国共产党同志必须努力学习马克思列宁主义理论，善于把马克思列宁主义普遍真理和国际经验应用于中国的具体环境，反对教条主义，废止洋八股，提倡新鲜活泼的、为中国老百姓所喜闻乐见的中国作风和中国气派。
全会决定撤销长江局，设立南方局和中原局，由周恩来任南方局书记，董必武任副书记；刘少奇任中原局书记。结束了王明对华中地区的领导。

### 七中全会
中国共产党第六届中央委员会第七次全体会议于1944年5月21日—1945年4月20日在延安杨家岭召开。出席会议的有中共中央委员和中共中央候补中央委员17人，中共各中央局、分局和其他方面的负责人12人。会议选举毛泽东、朱德、刘少奇、任弼时、周恩来5人组成大会主席团，毛泽东为中央委员会主席和六届七中全会主席团主席。会议期间由主席团处理党中央的日常工作，政治局及书记处暂时停止行使职权。
在历时11个月的会议期间，先后召开了8次全体会议。毛泽东代表中共中央政治局作了工作报告，周恩来作了关于重庆谈判的情况报告。全会讨论并通过了毛泽东起草的《中央关于城市工作的指示》，通过了中共七大主席团、代表资格审查委员会候选人名单和会议日程，以及准备向中共七大作的政治报告、军事报告和准备提交中共七大讨论的党章草案。1945年4月20日全会通过了党的《关于若干历史问题的决议》。
《关于若干历史问题的决议》对中国共产党在历史上的若干问题，特别是对以王明为代表、以教条主义为特征的“左”倾错误作了详细结论；肯定了中共六届三中全会及其后的中央对于停止当时党内存在的“左”倾冒险主义错误所起的积极作用；肯定了刘少奇在国民政府统治区域工作的正确路线；指出了中共六届四中全会、六届五中全会的错误；高度评价了毛泽东运用马克思列宁主义的理论和方法来解决中国革命问题的杰出贡献，指出在全党确立毛泽东领导地位的重大意义。对于1937年以后抗日战争时期党内的若干历史问题，全会认为“因为抗日阶段尚未结束，留待将来做结论是适当的”。
该次会议确定城市工作委员会由14人组成，彭真为主任。